# Herrichia
Herrichia é um gênero de traça pertencente à família Brachodidae.